# Gentse stadspoorten
De Gentse stadspoorten waren stadspoorten in de omwalling van de Belgische stad Gent. De stad kende in de loop der eeuwen verschillende omwallingen, waarin stadspoorten werden opgenomen. De poorten zijn nu verdwenen. De namen van de poorten zijn nog bewaard in straatnamen en de namen van kruispunten en buurten.

## Geschiedenis

### Eerste omwalling

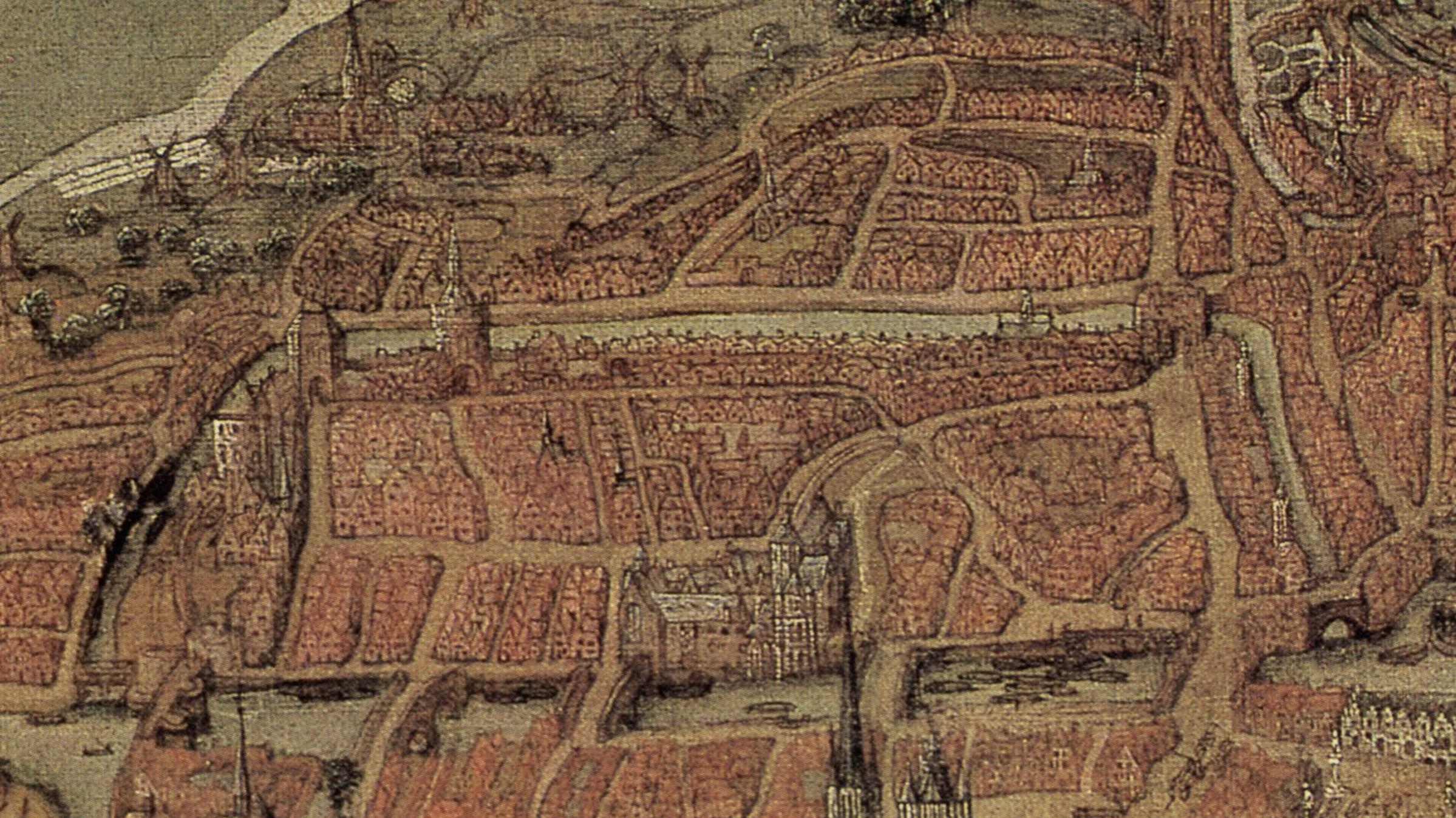
Detail van de Houtlei uit panoramisch zicht op Gent van 1534 met drie stadspoorten, van links naar rechts: Zandpoort, Posteernepoort, Torenpoort

De oudste omwalling van wat we nu de Portus aan de Reep noemen, werd gebouwd eind 9de, begin 10de eeuw. Deze omwalling liep rond een gebied bij de toenmalige Sint-Janskerk (nu Sint-Baafskathedraal) en de Nederschelde (Reep). Het traject liep van de Schelde aan de Jodenstraat, langs de Borreputsteeg, de Kalandeberg, de Lange Kruisstraat over het Sint-Baafsplein langs (nu de verdwenen) Regnessestraat tot aan de Schelde bij de Nederpolder/Bisdomkaai.
In de 12de en 13de eeuw was het historisch centrum omsloten door een eerste verdedigingsgordel van natuurlijke en gegraven waterlopen, namelijk de Schelde, de Ottogracht, de Leie, de Houtlei en de Ketelvest. Het geheel werd door stadspoorten versterkt:
- Brabantpoort of Braempoort: zuidoostelijke toegangspoort vanuit Brabant. De poort lag op de huidige Brabantdam en verdween in 1779.
- Ketelpoort: zuidwestelijke toegangspoort aan de Ketelvest. De poort werd gesloopt in 1777-1780.
- Torenpoort of Turrepoort en ook wel “Porta Trunchi” (Drongenpoort) of “Porta Turitana” (Torhoutpoort): westelijke toegangspoort aan de Houtlei, nu de Oude Houtlei. Het was een dubbele poort met een brug over de Houtlei. De binnenpoort verdween al in 1563, de buitenpoort in 1841. In de buurt ligt nu nog de Turrepoortsteeg.
- Zandpoort of Zottepoort langs de Houtlei.
- Posteernepoort of Bestormpoort langs de Houtlei.
- Sint-Jorispoort: nabij liggen nu de Sint-Joriskaai en de Sint-Jorisbrug. De poort werd in 1577 gesloopt.

### Tweede omwalling

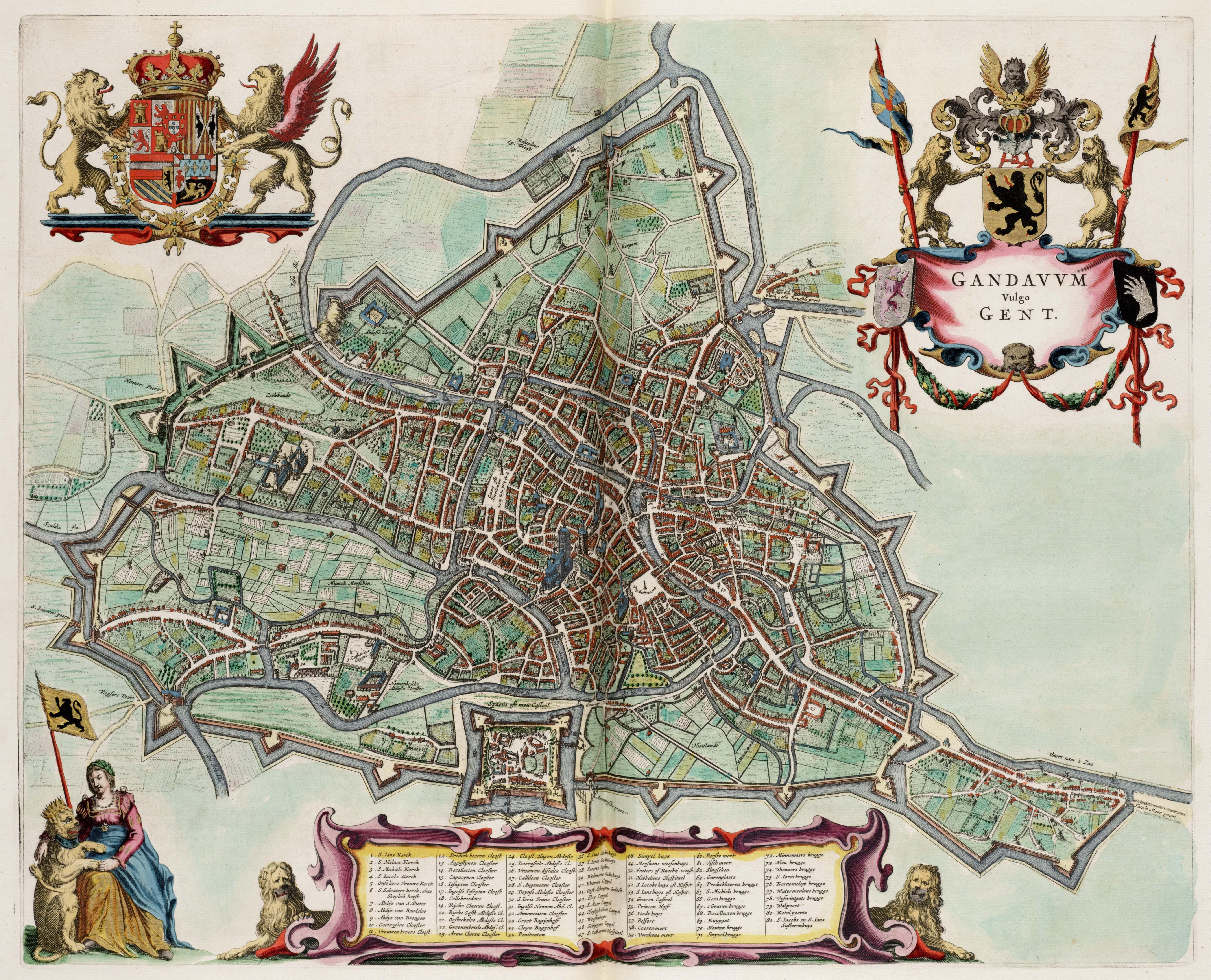
Gent, Atlas van Loon, 1649

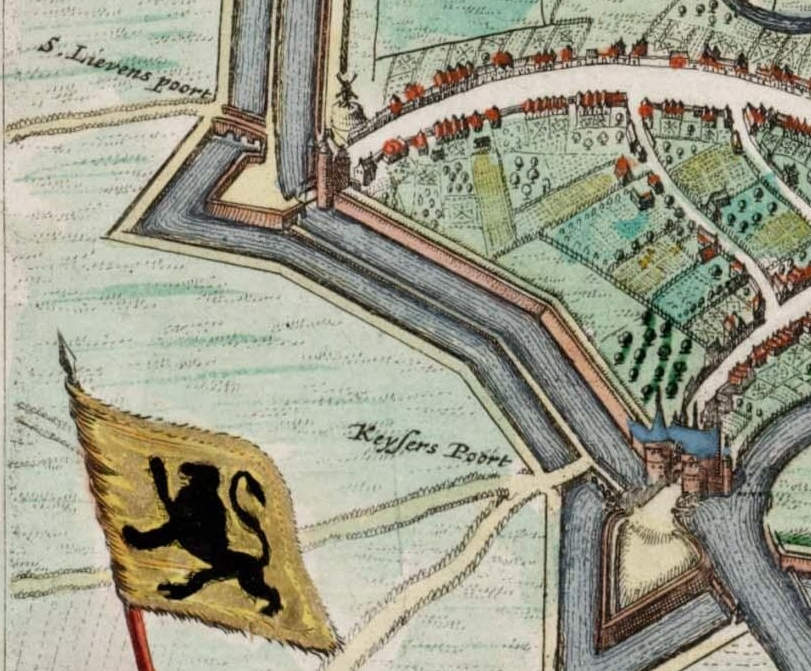
Sint-Lievenspoort en Keizerpoort op uitsnede van de kaart van Gent uit de Atlas van Loon van 1649

De stad groeide verder en nieuwe buitenwijken werden bij de stad gevoegd in de loop van de 13de eeuw. De volgende jaren werden dit nieuwe grondgebied door nieuwe vestingen beschermd. Deze vormden geen ononderbroken omheining, maar maakten soms ook gebruik van de drassige landen rond de stad. De plaats van deze vroegere omwalling wordt nu op veel plaatsen ingenomen door de Gentse stadsring R40. In die 13de-eeuwse omwalling werden op de toegangswegen nieuwe stadspoorten opgetrokken. Op de plaats van verschillende van die poorten bevinden zich nu kruispunten op de stadsring.
- Heuvelpoort, Heuverpoort, Overpoort of Sint-Pieterspoort: zuidelijke toegangspoort in het Sint-Pietersdorp. Deze poort werd gesloopt in 1827 en deze plaats ligt nu op het kruispunt van de Gentse stadsring en de Overpoortstraat.
- Kortrijksepoort of Pe(te)rcellepoort: zuidelijke toegangspoort op de weg naar Kortrijk, nu het kruispunt van de stadsring met de Kortrijksepoortstraat en de Petersellestraat.
- Hooipoort of Steenpoort: oostelijke poort op de Brabantdam.
- Koepoort: oostelijke dienstpoort aan de Schelde. De naam vindt men nog terug in de Koepoortkaai.
- Schaapbrugpoort: noordwestelijke poort ter verdediging van de Oudburg. De poort werd in de 16de eeuw afgebroken.
- Grauwpoort: noordwestelijke poort ter verdediging van de Oudburg. De poort werd rond 1540 afgebroken. De Grauwpoort leeft voort als straatnaam.
- Waterpoort: noordwestelijke poort ter verdediging van de Oudburg.
- Vijfwindgatenpoort: zuidoostelijke poort die aan belang verloor in de 14de eeuw door de bouw van de Keizerpoort. Gesloopt in 1855.
- Keizerpoort of Brusselsepoort: zuidoostelijke poort die de Vijfwindgatenpoort verving. Deze poort lag aan het uiteinde van de Brusselsepoortstraat en de Ketelvest. In 1790 grotendeels afgebroken en van 1806 tot 1860 vervangen door een ijzeren hek.
- Sint-Lievenspoort: zuidoostelijke poort, nu het kruispunt van de stadsring die hier Keizersvest wordt genoemd en de Sint-Lievenspoortstraat.
- Brugsepoort of Walpoort: westelijke toegangspoort op de weg naar Brugge. Een tweede poort werd in de 16de eeuw opgetrokken. Die tweede poort werd in 1782 afgebroken, de eerste na 1860. De naam leeft verder in de Brugsepoortstraat en de wijk Brugse Poort.
- Muidepoort aan het noordoosten.
- (Ho)spitaalpoort en Dendermondse Poort: oostelijke toegangspoorten richting Dendermonde op de gronden van de Sint-Baafsabdij.

### 16de-eeuwse omwalling
Vanaf 1578 werd de grens van stad Gent bepaald door de Rietgracht. De volgende eeuwen waren grote aanpassingen aan de omwallingen niet nodig. In de 16de eeuw werden echter op verschillende plaatsen veranderingen doorgevoerd. De binnenpoorten verdwenen en de omwalling van het Sint-Baafsdorp verdween. Op die plaats werd het Spanjaardenkasteel opgericht. De vestingen werden op verschillende plaats versterkt en enkele nieuwe vesten werden gegraven. In het oosten kwam het geheel wat dichter bij de stad te liggen en werden de Heirnis en Muide van het centrum gescheiden. Er kwamen ook nieuwe poorten in deze omwalling:
- Antwerpse Poort, Dampoort of Geuzenpoort: oostelijke toegangspoorten.

### Ontmanteling
Onder keizer Jozef II werden de vestingen vanaf 1781 geleidelijk en gedeeltelijk ontmanteld en enkele poorten verdwenen. Sommige poorten werden onder Frans bewind nog vervangen door ijzeren hekken en fungeerden nog een tijd als tolpoort. Na de afschaffing van het octrooirecht in 1860 verdwenen uiteindelijk alle stadswallen en poorten.

## Restanten
Een aantal verdedigingstorens van de omwalling zijn bewaard gebleven:

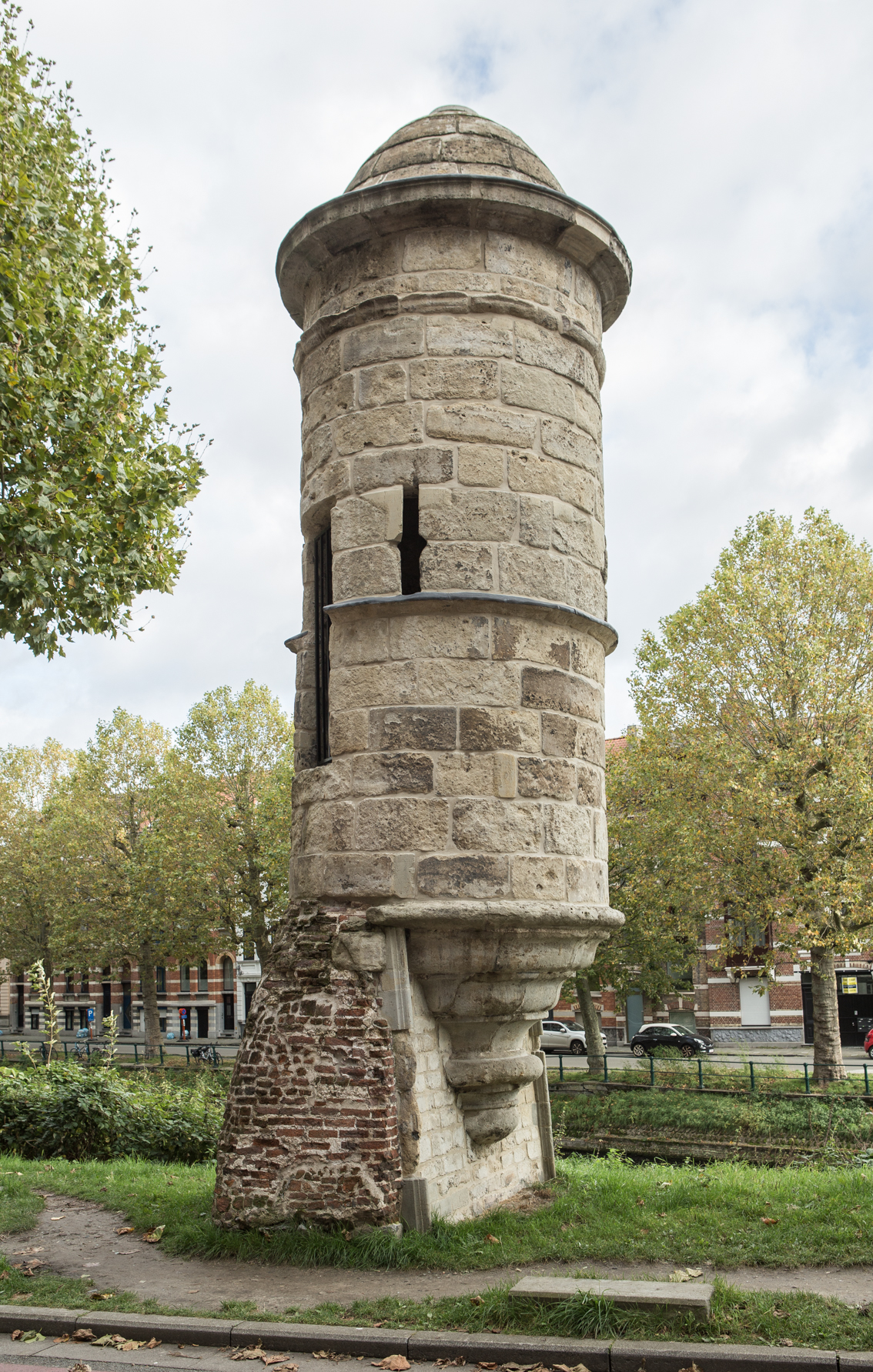
De Peperbus in Gent

- Hoyetoren in het Klein Begijnhof (Ter Hoye)
- Peperbus
- Rabot

## Kaart
Hieronder een kaart met de eerste en tweede stadsomwalling en de poorten daarin.